# Европа (футбольный клуб, Барселона)
«Европа» (исп. Club Esportiu Europa) — испанский футбольный клуб, располагающийся в Барселоне в районе Грасия. Клуб основан в 1907 году, домашние матчи проводит на стадионе «Ноу Сарденья», расположенном в соседнем районе Гинардо. В 1929 году «Европа» стала одним из основателей Примеры. В элите команда провела три сезона, последним из которых является сезон 1930/31, лучшим результатом является 8-е место в сезоне 1929. Помимо футбольной команды клуб также известен своей баскетбольной командой, дважды становившейся чемпионом Каталонии.

## История
5 июня 1907 года после слияния команд Madrid de Barcelona и Provençal был основан клуб Club Deportiu Europa (CD Europa). Лучшими годами для него стали 1920-е, когда «европейцы» были второй командой Каталонии после «Барселоны». В 1923 году «Европа» под руководством английского тренера Ральфа Кирби (англ. Ralph Kirby) добилась наибольших успехов в своей истории, сумев стать чемпионом Каталонии и выйдя в финал Кубка Испании, в котором уступили команде «Атлетик Бильбао». Также в то десятилетие «европейцы» 6 раз занимали второе место в чемпионате Каталонии.
В 1929 году клуб CD Europa стал одним из членов-основателей национальной футбольной лиги Испании, получив приглашение как один из финалистов национального кубка. В Примере клуб провёл в общей сложности три сезона. В 1929 году «европейцы» сыграли 18 игр, одержав 6 побед, 4 матча сведя вничью и потерпев 8 поражений при разности забитых и пропущенных голов 45—49. Набрав 16 очков CD Europa заняла 8-е место из 10. Как впоследствии оказалось, это был лучший для клуба сезон в испанском чемпионате. В следующем сезоне «европейцы» выступили хуже, набрав 13 очков и заняв 9-е место из 10. Команда из 18 матчей выиграла 6, 1 сыграли вничью и потерпели 11 поражений, забив 29 мячей и пропустив 44. Сезон 1930/31 годов стал для «европейцев» последним в Примере. Вновь набрав 13 очков, забив и пропустив чуть меньше (28 — 38), CD Europa пришлось перейти в дивизион рангом ниже, Сегунду.
В 1931 году CD Europa объединился с Gràcia FC, ранее известным как FC Espanya de Barcelona. Новый клуб получил название Catalunya FC. Однако слияние не увенчалась успехом и проведя в сезоне 1931/32 годов всего три игры, клуб был вынужден сняться с соревнований по финансовым причинам. В 1932 году клуб вернул себе прежнее название — CD Europa.
В 1930-х годах «европейцы» играли в чемпионате Каталонии, а в 1940-х годах участвовали в соревнованиях региональной лиги. В сезоне 1950/51 годов CD Europa, заняв первое место в своём дивизионе, смогла перейти в третий дивизион испанского футбола. В конце 1950-х и в 1960-х годах клуб два года подряд побеждал в третьем дивизионе и дважды выигрывал Кубок Москардо (кат. Trofeu Moscardó) для каталонских команд выступающих в третьем дивизионе. В 1963 году команде удалось получить право выступать содействие в Сегунде. После пяти сезонов во втором дивизионе «европейцы» вновь вернулись в третий дивизион.
В 1985 году клуб получил своё современное название — Club Esportiu Europa.
В 1990-х годах «европейцы», до этого почти четверть века выступавшие то в низшем дивизионе испанского футбола, то в региональной лиге, смогли добиться некоторых успехов. По итогам сезона 1993/94 годов CE Europa смогла перейти Сегунду Б, третью по значимости футбольную лигу Испании и высшую из двух испанских любительских футбольных лиг. Впрочем уже по итогам следующего сезона «европейцы», заняв 19-е место, вернулись в Терсеру. В 1997 и 1998 годах CE Europa дважды выигрывала Кубок Каталонии, оба раза побеждая в финале своих земляков из «Барселоны». В 1997 году «европейцы» выиграли со счётом 3:1 у подопечных Бобби Робсона, среди которых были Амор и Стоичков. В 1998 году CE Europa на поле «Мини Эстади» противостояли Амор, Серхи, де ла Пенья, Коуту, Пицци и Рейзигер. Основное и дополнительное время матча завершились вничью, 1:1, но «европейцы» оказались точнее при пробитии пенальти — 4-3.

## Достижения

### Футбол
- Кубок Испании
  - Финалист: 1923

- Терсера
  - Победитель (2): 1961/62; 1962/63
  - Второе место: 1995/96

- Чемпионат Каталонии (T1)
  - Чемпион: 1922/23
  - Вице-чемпион (6): 1920/21, 1921/22, 1923/24, 1926/27, 1927/28, 1928/29

- Чемпионат Каталонии (T2)
  - Победитель: 1918/19
  - Второе место (6): 1911/12, 1913/14, 1914/15, 1915/16, 1936/37, 1939/40

- Чемпионат Каталонии (T3, любительский)
  - Победитель (2): 1917/18, 1933/34

- Кубок Каталонии
  - Обладатель (3): 1996/97, 1997/98, 2014/15

- Кубок Москардо
  - Обладатель (2): 1959, 1963

- Кубок Вила-де-Грасиа
  - Обладатель (7): 1996, 2000, 2002, 2003, 2004, 2005, 2010

### Баскетбол
- Чемпионат Каталонии
  - Чемпион (2): 1924, 1926

## Сезоны по дивизионам
- Примера — 3 сезона
- Сегунда — 6 сезонов
- Сегунда B — 1 сезон
- Терсера — 52 сезона
- Региональные лиги — 18 сезонов

## Клуб
С 2007 года президентом Club Esportiu Europa является голландец Гуиллауме де Боде, живущий в Барселоне с 1985 года. В 2013 году в клубе футболом занимались больше ста игроков в командах всех возрастов и женской команде. Средняя посещаемость игр «Европы» — 1200 зрителей. Официально зарегистрированных болельщиков — сосьос — насчитывается около 2000.